# Polypedilum youngsanensis
Polypedilum youngsanensis är en tvåvingeart som beskrevs av Han Il Ree och Hoon Soo Kim 1981. Polypedilum youngsanensis ingår i släktet Polypedilum och familjen fjädermyggor.
Artens utbredningsområde är Sydkorea. Inga underarter finns listade i Catalogue of Life.